# Cirsium subcoriaceum
Cirsium subcoriaceum là một loài thực vật có hoa trong họ Cúc. Loài này được (Less.) Sch.Bip. ex Sch.Bip. mô tả khoa học đầu tiên năm 1856.